# Sant Genís de Porquerisses
Sant Genís de Porquerisses és una església d'Argençola (Anoia) inclosa a l'Inventari del Patrimoni Arquitectònic de Catalunya.

## Descripció
És un petit edifici rectangular d'una nau, amb una coberta estrellada, amb sostre a doble vessant i de teules. Té dos capelletes laterals (a banda i banda de paret i un petit rosetó a l'entrada. Posseeix claus (als encreuaments de les voltes) amb imatges de sants; aquests també estan representats a diferents imatges que es conserven dins l'església: Sant Roc, Sant Marc, tríptic amb imatges de Sant Cristòfol, Sant Nicasi, Sant Sebastià, la Verge Maria, etc.

### Clau de volta
Emmarcat dins un cercle decorat amb daurats, pot ser la imatge d'un Sant o la de Crist. Porta vestit llarg, capa i botes. Al cap duu una corona envoltada per una aurèola. Hi ha la data de 1645. La decoració externa del cercle porta alternades flors i volutes.

### Imatges
La imatge de Sant Marc és realitzada en guix i policromada. Porta un vestit llarg de color verd i una capa vermella. És un sant barbat i de llarga cabellera. Porta una bíblia a la mà esquerra i la dreta la té en alt. Als seus peus hi ha un lleó. El vestit està molt ben policromat i també porta daurats.
La imatge de Sant Roc és una imatge de fusta policromada que mostra un Sant rabassut i barbat, amb un vestit vermell per sobre el genoll, en part tapat per una capa negra, igual que el barret i les botes. Amb la mà esquerra s'aixeca part del vestit. Al costat porta un gos amb un pa a la boca. Va ser oferta pel poble a l'església per haver-lo salvat d'una epidèmia.

## Història
Antigament depenia d'Albarells junt amb les parròquies de Sant Jaume de Castellnou i de Santa Maria del Camí (Veciana). Aquest és un edifici molt petit que havia estat parròquia independent als segles XII-XIV. El 1685 tenia una capella dedicada a Sant Marc.
L'element corresponent a un clau amb sant té un interés especial. Es troba emmarcat dins un cercle decorat amb daurats. És possible que sigui la imatge d'un sant, més que d'un crist, ja que porta un vestit llarg, capa i botes. Al cap s'aprecia una corona envoltada per una aurèola. La decoració externa del cercle presenta decoracions alternades de volutes, flors, etc.